# Guillermo De Lucca (escultor ecuatoriano)
Guillermo De Lucca (Guayaquil, 1957) es un escultor ecuatoriano, radicado en Alemania en la localidad de Hildrizhausen.

## Biografía
Luego de graduado de la escuela de Bellas Artes de Guayaquil (1975-1978), en la que fue alumno de Evelio Tandazo, en 1983 emigró a Italia, estudiando en la escuela de Artes de Roma, donde se especializ̟ó en la técnica de pulido de minerales. El escultor conserva en su taller sus primera obras de su época de egresado, realizados en madera, cuarzo y piedra. Fue en Roma donde empezó a trabajar en mármol.
Luego de su paso por Italia, que duró 10 años, viajó a Alemania. País en el que perfeccionó por 15 años la técnica de la escultura en minerales; sin embargo,  sin dejar de residir en Alemania, seguidamente regresó a Ecuador donde posee un Taller-galería.

## Reconocimientos
En 1979 ganó el Premio Nacional de Arte en la categoría esculturas, en Guayaquil.
En 1984 obtuvo un galardón en la Cita de Rianno, en Italia.